# Copa Constitució 2011
La Copa Constitució 2011 fue la 19.ª edición de la Copa Constitució. El torneo comenzó el 16 de enero de 2011 y finalizó el 8 de mayo de 2011. El equipo campeón garantizó un cupo en la segunda ronda previa de la Liga Europa 2011-12.
Sant Julià conquistó su 3º título tras ganar en la final al UE Santa Coloma por un marcador de 3-1.

## Primera ronda
Los partidos de la primera ronda se jugaron el 16 de enero de 2011.
| Equipo 1          | Resultado | Equipo 2                  |
| ----------------- | --------- | ------------------------- |
| FC Santa Coloma B | 2–4       | UE Extremenya             |
| Principat B       | 2–3       | Atlètic Club d'Escaldes   |
| UE Engordany      | 4–3       | Lusitanos B               |
| FC Rànger's       | 4–1       | Penya Encarnada d'Andorra |

## Segunda ronda
Los partidos de segunda ronda se jugaron el 23 de enero de 2011.
| Equipo 1                | Resultado | Equipo 2                  |
| ----------------------- | --------- | ------------------------- |
| UE Extremenya           | 1–2       | Casa Estrella del Benfica |
| Atlètic Club d'Escaldes | 1–6       | Inter Club d'Escaldes     |
| UE Engordany            | 1–6       | FC Encamp                 |
| FC Rànger's             | 3–1       | Principat                 |

## Cuartos de final
Los partidos de ida se jugaron el 17 de abril de 2011, mientras que los partidos de vuelta se jugaron el 24 de abril de 2011.
| Equipo 1                  | Agr. | Equipo 2        | Ida | Vuelta |
| ------------------------- | ---- | --------------- | --- | ------ |
| Casa Estrella del Benfica | 0–11 | UE Santa Coloma | 0–7 | 0–4    |
| Inter Club d'Escaldes     | 1–8  | Lusitanos       | 0–6 | 1–2    |
| FC Encamp                 | 0–19 | FC Santa Coloma | 0–9 | 0–10   |
| FC Rànger's               | 1–11 | UE Sant Julià   | 0–3 | 1–8    |

## Semifinales
Los partidos de ida se jugaron el 8 de mayo de 2011, mientras que los partidos de vuelta se jugaron el 15 de mayo de 2011.
| Equipo 1        | Agr.           | Equipo 2      | Ida | Vuelta     |
| --------------- | -------------- | ------------- | --- | ---------- |
| UE Santa Coloma | 4–2            | Lusitanos     | 2–1 | 2–1        |
| FC Santa Coloma | 5–5 1–4 (pen.) | UE Sant Julià | 2–3 | 3–2 (pró.) |

## Final
| 8 de mayo de 2011 | UE Santa Coloma | 1:3 | Sant Julià | Camp d'Esports d'Aixovall, Aixovall |  |
| 17:00             |                 |     |            |                                     |  |

| Campeón: UE Sant Julià 3º título |